# قضية شلسفيغ هولشتاين

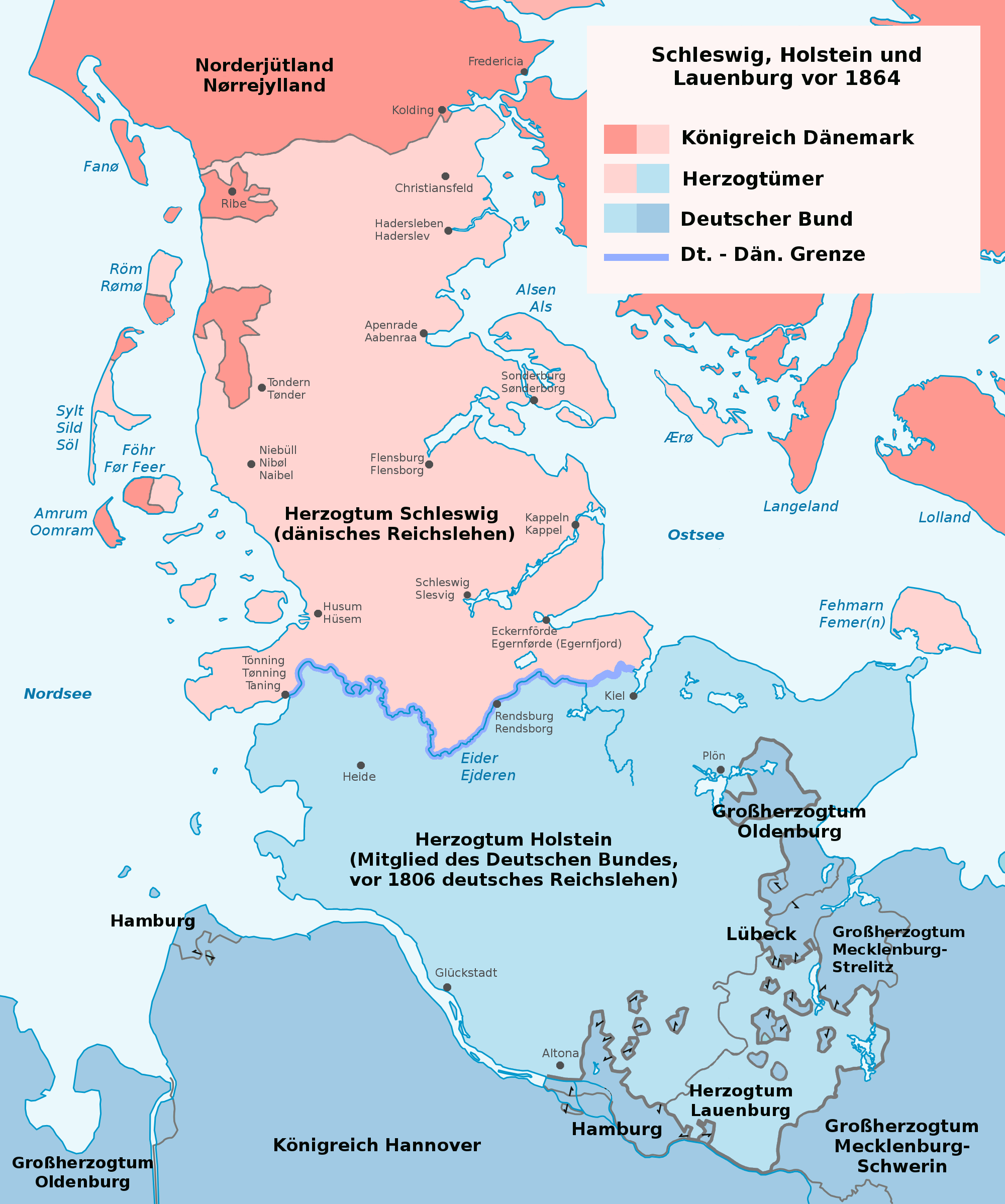

قضية شليسفيغ هولشتاين (بالألمانية: Schleswig-Holsteinische Frage؛ الدنماركية: Spørgsmålet om Sønderjylland og Holsten) مسائل دبلوماسية وغيرها معقدة نشأت في القرن التاسع عشر بشأن تبعية دوقيتي شليسفيغ وهولشتاين بين العرش الدنماركي والاتحاد الألماني. نـُـقل عن رجل الدولة البريطاني اللورد بالمرستون قوله: «لم يفهم قضية شليسفيغ هولشتاين حقاً سوى أشخاص ثلاثة: قرين الملكة وقد توفي، وبروفيسور ألماني فقد عقله، وأنا وقد نسيت كل شيء عنها».
كانت شليسفيغ جزءاً من الدنمارك خلال عصر الفايكنغ، وأصبحت دوقيةً دنماركيةً في القرن الثاني عشر. حاولت الدنمارك مراراً وتكراراً إعادة دمج دوقية شليسفيغ ضمن المملكة الدنماركية. في 27 مارس سنة 1848 أعلن الملك فردرك السابع  لشعب شليسفيغ صدور دستورٍ ليبرالي تصبح بموجبه الدوقية جزءاً لا يتجزأ من الدنمارك مع احتفاظها باستقلاليتها المحلية. فأدى هذا إلى انتفاضة مفتوحة من الغالبية الألمانية في شليسفيغ هولشتاين دعماً للاستقلال عن الدنمارك والارتباط الوثيق بالاتحاد الألماني. ساند التدخل العسكري لمملكة بروسيا الانتفاضة، فأخرج الجيش البروسي القوات الدنمركية من شليسفيغ هولشتاين في حرب شليسفيغ الأولى بين عامي 1848-1851. بدأت المحاولة الثانية لضم دوقية شليسفيغ بتوقيع ملك الدنمارك كرستيان التاسع دستور نوفمبر في عام 1863، الذي اعتبر انتهاكاً لبروتوكول لندن لعام 1852 وأدى إلى اندلاع حرب شلسفيغ الثانية سنة 1864.
رغم أن شليسفيغ وهولشتاين والدنمارك قد كان لهم نفس الحاكم الوراثي لبضعة قرون، لم تكن قواعد الوارثة في المناطق الثلاثة هي ذاتها. فكانت دوقيتا شليسفيغ وهولشتاين تتوارثان وفق القانون السالي الذي يتجاهل الإناث: بينما اختلف قليلاً قانون الوارثة في مملكة الدنمارك مشتملا على حق وراثة الذكور من ناحية الإناث. في القرن التاسع عشر، عنى هذا الاختلاف الطفيف انفصال دوقيتي شليسفيغ وهولشتاين عن مملكة الدنمارك في حال وفاة الملك فردرك السابع بدون أبناء،  لأن شخصين مختلفين سوف يرثان الملكية والدوقيتين. وهذا ما حدث أخيراً إثر وفاة فريدريك سنة 1863.
كانت المسألة المركزية هي ما إذا كانت أو لم تكن دوقية شليسفيغ جزءاً لا يتجزأ من ممتلكات التاج الدنماركي، وقد ترافقت معه في النظام الملكي الدنماركي لقرون أو إذا كان ينبغي على شليسفيغ إلى جانب هولشتاين أن تصبحا جزءاً مستقلا من الاتحاد الألماني. شليسفيغ ذاتها  كانت إقطاعة دنماركية، ودوقية هولشتاين كانت إقطاعة في الإمبراطورية الرومانية المقدسة حتى عام 1806 م، وصارت دولة مكونة للاتحاد الألماني مع الملك الدنماركي كدوق. عقد هذا من المسألة الناشئة عن وفاة آخر وريث ذكر مشترك في كل من الدنمارك والدوقيتين، الخلافة المناسبة في الدوقيتين، والمسائل الدستورية الناجمة عن علاقات الدوقيتين بالتاج الدنماركي وببعضهما البعض، وهولشتاين بالاتحاد الألماني.
بعد هزيمة ألمانيا في الحرب العالمية الأولى، تم أخيراً توحيد المنطقة ذات الغالبية الدنماركية في شمال شليسفيغ مع الدنمارك إثر استفتاءين نظمهما الحلفاء. ولا تزال أقلية صغيرة من الألمان تعيش في شمال شليسفيغ، في حين بقيت أقلية دنماركية في جنوب شليسفيغ.